# Ніфонтов Юрій Борисович
Юрій Борисович Ніфонтов (рос. Юрий Борисович Нифонтов; нар. 4 вересня 1957, Українська РСР, СРСР) — радянський і російський актор театру і кіно. Заслужений артист Росії (2008).

## Біографія
У 1979 році закінчив акторське відділення Вищого театрального училища імені Б. В. Щукіна в Москві (художні керівники курсу — Віра Костянтинівна Львова, Євген Рубенович Симонов).
Після закінчення училища був прийнятий в трупу Театру імені Є. Б. Вахтангова.
Грав в Російському академічному молодіжному театрі.
З 2001 року по теперішній час служить в Московському академічному театрі сатири.
Займається педагогічною діяльністю, доцент кафедри майстерності актора театрального інституту ім. Б. Щукіна.

## Особисте життя
- Перша дружина — Ліка Ніфонтова (нар. 1963), актриса, народна артистка РФ (2005).
- Друга дружина — Юлія Півень, актриса.

## Творчість

### Театральні роботи
- «Занадто одружений таксист» Рея Куні — інспектор Портерхаус
- «Як пришити стареньку» Дж. Патрика — Сол Бозо
- «Приборкання норовливої» Шекспіра — Вінченцо
- «Дороги, які нас обирають» — художник Берман
- 2018 — «Де ми? ∞! …» Родіона Овчинникова, Реж.: Родіон Овчинников (7 лютого 2018 — прем'єра) — Головлікар

### Фільмографія
- 1979 — Поїздка через місто — Іванов
- 1980 — Скарбничка — Фелікс
- 1983 — Попереду океан — Олег Жирновський
- 1983 — До своїх!.. — Георгій
- 1987 — Час літати — авіадиспетчер
- 1987 — Гардемарини, вперед! — Шалімов
- 1992 — Гріх — даїшник
- 1994 — Триста років потому — людина зі шрамом
- 1998 — Хрустальов, машину! — Толік
- 1999 — Наше гмістечко — Хові Хьюсом / професор Віллард
- 2000 — Справжні пригоди, або Божевільний день монтера
- 2002 — Азазель — Пижов
- 2002 — Головні ролі — режисер
- 2002 — Цирк — Берейтор
- 2003 — Замислив я втечу — психонарколог
- 2003 — Козеня в молоці — Мідноструєв
- 2003 — Сибірочка
- 2003 — Супертеща для невдахи — «Папа»
- 2004 — Час жорстоких — Борис Князєв
- 2004 — Діти Арбата — перукар
- 2004 — Конвалія срібляста 2 — Штольц
- 2004 — Москва. Центральний округ 2 — письменник з Переделкіно
- 2004 — Посилка з Марса — «Письменник»
- 2004 — Закоханий агент. Не залишайте надію, маестро! — Всеволод
- 2005 — Загибель імперії — Жернаков
- 2005 — Горинич і Вікторія — директор музея
- 2005 — Діло про «Мертві душі» — Земляника
- 2005 — Лебединий рай — Соломон
- 2005 — Шахраї — Рябий
- 2005 — Нічний продавець — покупець
- 2005 — Вбивча сила 6 — Хорьков
- 2005 — Я не повернусь
- 2006 — Аеропорт-2 — Лурн
- 2006 — Кодекс честі-3 — Кабановський
- 2006 — Три крапки — дядя Поль
- 2006 — У. Е. — Бейлін
- 2006 — Жах, який завжди з тобою — Марксен Іванович Варзумов
- 2006 — Фартовий — Каштанка
- 2007 — 18-14 — Карцов
- 2007 — Вся така раптова — Семен
- 2007 — Глянець — Самсонов
- 2007 — Одна любов душі моєї — Йосип Поджіо
- 2007 — Слухаючи тишу — доктор Павлов
- 2007 — Смерть шпіонам! — молодший лейтенант Віталій Никифорович Кривуля, начальник пожежної частини
- 2008 — Панове офіцери: Врятувати імператора — Аркадій Валерійович Нємцов
- 2008 — Життя, якого не було — отець Павло
- 2008 — Оля + Коля — Яків
- 2008 — Загін — Архангельський
- 2008 — Привіт, Кіндер! — дядя Вітя
- 2008 — Сезон туманів
- 2008 — Шалений янгол — Померанцев, Олексій Нилович
- 2008 — Вольф Мессінг: бачив крізь час — доктор Карл Абель
- 2009 — Виклик 4 — Боровський
- 2009 — Журов — Громов-Фадєєв
- 2009 — Іван Грозний — Максим Грек
- 2009 — Пуля-дура 2 — Всеволод
- 2009 — Райські яблучка 2 — Пал Палич
- 2009 — Подія — дядя Поль
- 2009 — Піп — співробітник НКВД
- 2009 — Гоголь. Найближчий — Матвій Ржевський
- 2010 — В лесах і на горах — Ферапонт
- 2010 — Розкрутка — Петро Гречко
- 2010 — Тухачевський. Змова маршала — М. І. Калінін
- 2010 — Вчитель у законі. Продовження — «Хитрий Лис»
- 2011 — Зовнішнє спостереження — Олексій Віталійович Серпухов, майор МУРа
- 2011 — Загадка для Віри — Якобсон
- 2012 — МУР — експерт-криміналіст
- 2013 — Браття за обміном — помічник Мерзлякова
- 2013 — Важко бути богом — дон Тамео
- 2014 — Московський хорт — Ілля Макарович Полозков (Грибов), головний лікар клініки «Співчуття»
- 2015 — Зворотний бік Місяця 2 — Борис Семенович Корецький
- 2015 — Людмила Гурченко — Семен
- 2016 — Кухня — Олексій, лікар Віктора Петровича
- 2016 — Слідчий Тихонов — Яків Моїсейович, ювелір
- 2016 — Штрафник — Феодоріді («Грек»), ювелір і скупник краденого
- 2017 — Час перших — Борис Вікторович Раушенбах
- 2019 — Поза грою 2 — Кирилович, помічник футбольного тренера
- 2020 — Заступники — Ілля Бруштейн
- 2020 — Тонкі матерії — Нагірний

### Дубляж фільмів
- 1950 — Попелюшка — мишеня Жак
- 2007 — Попелюшка 3: Злі чари — мишеня Жак